# Prvenstvo Jugoslavije u nogometu 1940./41.
Sezona Državnog prvenstva 1940./41. trebala je biti osamnaesta sezona nacionalnog nogometnog natjecanja u Kraljevini Jugoslaviji. 

## Formiranje lige

### Slovenija
Sedam momčadi iz Prvenstva Ljubljanskog podsaveza i jedna iz Hrvatsko-slovenske lige činilo je novoosnovanu Slovensku ligu.

Ljestvica: SK Ljubljana 22, Železničar (Maribor) 20, Amater (Trbovlje) 17, Mars (Ljubljana) 14, Bratstvo (Jesenice) 14, Kranj 14, SSK Maribor 10 i Olimp (Celje) 2 boda.

SK Ljubljana, prvak slovenske lige, izborila je i završnicu prvenstva Kraljevine Jugoslavije.

### Hrvatska
Ljestvica: Hajduk (Split) 31, Građanski (Zagreb) 30, Concordia (Zagreb) 28, HAŠK (Zagreb) 20, Split 16, Slavija (Varaždin) 15, SAŠK (Sarajevo) 13, Železničar (Zagreb) 10, Slavija (Osijek) 9 i Bačka (Subotica) 8 bodova.

Iz Hrvatske lige u završnicu prvenstva plasirali su se: Hajduk (Split), Građanski i Concordia (Zagreb).

### Srbija
Ljestvica:  BSK (Beograd) 32, Jugoslavija (Beograd) 26, Vojvodina (Novi Sad) 19, Jedinstvo (Beograd) 18, ŽAK (Subotica) 18, Bata (Borovo) 17, Jugoslavija (Jabuka) 16, Građanski (Skoplje) 14, Slavija (Sarajevo) 10, BASK (Beograd) 6 bodova.

U gornji poredak nisu uvrštene dvije utakmice koje su odgođene za 6. travnja 1941. i nisu odigrane: BASK – Građanski, Jedinstvo – Bata. Na završnicu državnog prvenstva plasirali su se: BSK, Jugoslavija, Vojvodina, a četvrti sudionik iz ove lige trebao je biti Jedinstvo ili Bata.

## Natjecateljski sustav
U izlučnom dijelu natjecanja, Prvenstvu Banovine Hrvatske 1940./41., koje je zasebno organizirao Hrvatski nogometni savez, Slovenskoj ligi 1940./41., koju je organizirao Nogometni savez Slovenije, i Srpskoj ligi 1940./41., koju je organizirao Nogometni savez Srbije, završnicu je trebalo izboriti 8 momčadi. Momčadi su trebale odigrati prvenstvo po dvostrukom ligaškom sustavu. Ždrijebom su izvučeni parovi, a natjecanje nije započelo zbog početka Drugog svjetskog rata.

## Sudionici
- JŠK Hajduk (Split)
- 1. hrvatski građanski športski klub (Zagreb)
- HŠK Concordia (Zagreb)
- BSK (Beograd)
- SK Jugoslavija (Beograd)
- SK Vojvodina (Novi Sad)
- SK Jedinstvo (Beograd) ili HŠK Bata (Borovo) *
- SK Ljubljana (Ljubljana)

Napomena *: Srpska liga 1940./41. nije završena (Utakmica između beogradskog "Jedinstva" i "Bate" iz Borova je izravno odlučivala o četvrtom mjestu)

## Parovi 1. kruga
- BSK (Beograd) – Jugoslavija (Beograd)
- 4. klub Srpske lige – Concordia (Zagreb)
- Građanski (Zagreb) – 3. klub Srpske lige
- Hajduk (Split) – SK Ljubljana

## Vanjske poveznice
- RSSSF: Yugoslavia List of Topscorers
- RSSSF: Yugoslavia List of Final Tables
- RSSSF: sezona 1940./41.
- fsgzrenjanin: SISTEM TAKMIČENJA U KRALJEVINI JUGOSLAVIJI